# Неприкосновенность частной жизни
Неприкоснове́нность ча́стной жи́зни (в юридической науке) — ценность, обеспечиваемая правом на неприкосновенность частной жизни.
Право на неприкосновенность частной жизни включает:
- запрет на сбор, хранение, использование и распространение информации о частной жизни лица без его согласия;
- право контролировать информацию о себе;
- право на защиту чести и доброго имени;
- право на защиту персональных данных;
- право на тайну связи (иногда оформлено как отдельное право);
- право на неприкосновенность жилища (иногда оформлено как отдельное право);
- врачебную тайну, тайну усыновления, тайну исповеди и другие виды профессиональной тайны, и иное.

В социалистических государствах применялся термин «личная жизнь», а не «частная жизнь» (аналогично «личной собственности» вместо «частной собственности»), что связано с различиями наполнения термина «личная» и «частная» жизнь.
В российской науке конституционного права некоторыми авторами выделяется право на неприкосновенность частной жизни в широком и узком смыслах. В широком смысле это право подразумевает защиту широкого спектра деятельности личности, не относящейся к публичной деятельности, то есть в данном случае право на неприкосновенность частной жизни включает в себя положения о личной и семейной тайне, защиту персональных данных, неприкосновенность жилища и т. п., в узком смысле право на неприкосновенность частной жизни подразумевает защиту лишь весьма узкой сферы человеческой активности, не имеющей правового содержания (дружеские отношения и т. п.).
Во многих странах формально декларируемые права человека не всегда выполняются на практике. Неприкосновенность частной жизни, даже гарантированная законами и конституцией, нередко остаётся на бумаге.

## История
Широкое распространение это право получило на территории США и Европы в период буржуазных революций, в то же время начало формирования права частной жизни положено ещё работами Аристотеля. В англо-саксонском (староанглийском) праве VI века выделялась значимость жилища в контексте частной жизни была Hamsocne (haimsuken, hamesaken, hamsocn): право на безопасность и неприкосновенность частной жизни в мужском доме (man’s house), нарушение указанного права путем проникновения в дом против воли (хозяина) являлось нарушением общественного порядка -Hamesecken (в староанглийском, кража со взломом или ограбление).
Традиционно в российской науке возникновение права частной жизни в США связывают с журнальной статьёй, опубликованной в юридическом журнале Гарварда «Harvard Law Review» в 1890 г.: «Право на частную сферу» («Righ to privacy»), в которой было заявлено о праве человека «быть оставленным в покое» («the righ to be left alone»), иными словами, быть свободным от внешнего воздействия. Именно так указанное право, с ориентацией на традиционные либеральные идеи (предполагающие, что государство может вмешиваться в сферу реализации индивидуальной свободы только ради защиты определённого принципиального интереса), концепцию естественных прав, определялось до 70-х годов XX века, и непосредственно в таком содержании было адаптировано (с определённой модификацией) в национальных правовых системах стран «догоняющего» развития (catch-up growth) в качестве «истинного суждения» в том смысле, что оно признается населением большинства стран и находит свое отражение как в философии, так и праве, является случаем «согласованной морали», обязательна в силу разумности, а не по причине угрозы наказания.
В современной американской доктрине, в контексте изменения социальной действительности, развитии идей либерализма, где современный либерализм содержит требование «нейтральности» государства, задачей государства является поддержание справедливой социальной структуры, в рамках которой отдельные индивиды — каждый со своими целями, интересами и убеждениями — получают возможность следовать и воплощать в жизнь свои представления о благе, а не навязывание гражданам определённого образа жизни и системы ценностей (государство как нейтральный арбитр между индивидуумами), право частной жизни основывается на конституционной гарантии личной свободы (граждан), которая является основой для создания ряда прав, включая право частной жизни (свободной выбор определения и выражения своей идентичности), в свою очередь, право частной жизни является базисом ряда иных прав, например, права на аборт.
В послевоенное время (40—50 гг.) было закреплено рядом международных и региональных договоров, нормы которых были имплементированы законодательством многих стран, в том числе и СССР, РСФСР (право на личную жизнь), а впоследствии и Россией.
В 1993 году в решении ФКС Германии было признано конституционное право индивидуума на «информационное самоопределение». Право на информационное самоопределение производно, по мнению ФКС Германии, из права на достоинство, права на индивидуализацию, и означает право индивидуума решать, когда и в каком объёме будет опубликована информация, содержащая сведения о его частной жизни, то есть закреплен особый режим информации о частной жизни.
Дальнейшее развитие право на неприкосновенность частной жизни получило в ряде прецедентов Европейского суда по правам человека в Страсбурге (известные прецеденты Принцесса Ганноверская против Германии, Знаменская против России, Фадеева против России и др.), текстах современных конституций, региональном и международном праве.

## Правовое регулирование
В России неприкосновенность частной жизни провозглашается статьями 23 и 24 Конституции Российской Федерации. К нормативным актам, регулирующим защиту права на неприкосновенность частной жизни, также относятся Федеральный закон «О персональных данных», Федеральный закон «Об информации, информационных технологиях и о защите информации», Гражданский кодекс, а также ряд международных и региональных документов, прежде всего, Всеобщая декларация прав человека, Международный пакт о гражданских и политических правах, Европейская конвенция о защите прав человека и основных свобод (в России до 2022 г.). Неприкосновенность частной жизни поставлена под охрану ст. 137 Уголовного кодекса Российской Федерации («Неприкосновенность частной жизни»).

## Исследования
В России до 2022 года наиболее значительные исследования данного права на монографическом уровне предпринимались М. Н. Малеиной (в контексте гражданского права), И. Л. Петрухиным, конституционалистами Г. Б. Романовским и И. М. Хужоковой.
Право на неприкосновенность частной жизни может быть ограничено только в порядке, предусмотренном законодательством, как правило, только по судебному решению. И. М. Хужокова отмечает несоответствие Конституции РФ и норм Федерального конституционного закона «О чрезвычайном положении» современным реалиям ввиду того, что в тексте этих актов право на неприкосновенность частной жизни трактуется как не подлежащее ограничению, что является следствием его ошибочного толкования при имплементации из западных источников.